# Liste des clochers-murs de la Charente-Maritime
Cet article recense les édifices religieux de la Charente-Maritime, en France, munis d'un clocher-mur.

## Liste
| Édifice                           | Commune        | Notes                              | Coordonnées                        | Photo |
| --------------------------------- | -------------- | ---------------------------------- | ---------------------------------- | ----- |
| Église Saint-Vivien               | Breuillet      | Classé MH (1914)                   | 45° 41′ 24″ nord, 1° 03′ 06″ ouest |       |
| Chapelle Saint-Jean-Baptiste      | Bussac-Forêt   |                                    | 45° 10′ 27″ nord, 0° 22′ 40″ ouest |       |
| Église Saint-Clément              | Cabariot       |                                    | 45° 55′ 50″ nord, 0° 52′ 04″ ouest |       |
| Église Saint-Pierre               | Chaillevette   |                                    | 45° 43′ 49″ nord, 1° 03′ 31″ ouest |       |
| Église Saint-Révérend             | Les Éduts      | Inscrit MH (1973)                  | 45° 59′ 28″ nord, 0° 13′ 00″ ouest |       |
| Église Saint-Pierre               | Juicq          | Inscrit MH (1949)                  | 45° 50′ 21″ nord, 0° 33′ 46″ ouest |       |
| Église Notre-Dame                 | Longèves       |                                    | 46° 13′ 33″ nord, 0° 59′ 37″ ouest |       |
| Église Saint-Paterne              | Luchat         |                                    | 45° 43′ 03″ nord, 0° 45′ 50″ ouest |       |
| Église de l'Assomption            | Massac         | Inscrit MH (1931)                  | 45° 52′ 01″ nord, 0° 13′ 15″ ouest |       |
| Église Notre-Dame-de-l'Assomption | Nachamps       |                                    | 46° 01′ 00″ nord, 0° 37′ 31″ ouest |       |
| Église Saint-Laurent              | Neuvicq        |                                    |                                    |       |
| Église Saint-Pierre               | Puyrolland     | Inscrit MH (1991)                  | 46° 01′ 39″ nord, 0° 39′ 39″ ouest |       |
| Chapelle Saint-Jean               | Royan          |                                    | 45° 37′ 31″ nord, 1° 00′ 12″ ouest |       |
| Église Saint-Augustin             | Saint-Augustin |                                    | 45° 40′ 38″ nord, 1° 05′ 56″ ouest |       |
| Église Saint-Leu                  | Saint-Loup     | Également nommée église Saint-Loup | 45° 59′ 55″ nord, 0° 37′ 28″ ouest |       |
| Église Sainte-Madeleine           | Thors          |                                    | 45° 49′ 56″ nord, 0° 18′ 44″ ouest |       |